# سمك السهم المطوق
سمك السهم المطوق (الاسم العلمي: Toxotes jaculatrix)، أحد أنواع أسماك السهم الصغيرة يصل طولها إلى 24 سم. تتواجد عادة في المياه مسوسة عند مصبات الأنهار والمنجروف، وأيضا تعيش المحيطات المفتوحة بعيدا عن المياه العذبة. المناطق التي تعيش فيها تمتد من الهند إلى الفلبين وإندونيسيا وأستراليا. تطلق سمكة السهم قطرات ماء من فمها إلى الهواء بقوة هائلة في شكل أشبه بالسهم، في اتجاه الحشرات فوق الماء، وعندما تسقط على سطح الماء تلتهمها.
لسمكة السهم شعبية عند محبي أسماك الزينة، لكن تغذيتها صعبة لأنها تفضل الفرائس الحية.